# V-Academy
De V-Academy was een Nederlandse mediaopleiding van Veronica Story Holding, onderdeel van de Vereniging Veronica. In 2008 werden de Veronica Filmschool (opgericht in 2007) en de Veronica Radioschool (opgericht in 2005) samengevoegd tot V-Academy. In januari van 2012 sloot de V-Academy z'n deuren en werd na zeven klassen een einde gemaakt aan de V-Academy.
De opleiding had als doel om een bijdrage te leveren aan de ontwikkeling en ondersteuning van amateur-filmers en radiomakers. Dit deed zij door middel van cursussen, ondersteuning op technisch gebied, het aanbieden van uitzendmogelijkheden en het geven van adviezen. De workshops werden gegeven in het Veronicagebouw aan de Larixlaan in Hilversum. Webradiostation V-Radio (Ventures-Radio) maakte deel uit van de V-Academy en jaarlijks werden de Radiobitches Awards uitgereikt.